# Saint-Chamassy
Saint-Chamassy – miejscowość i gmina we Francji, w regionie Nowa Akwitania, w departamencie Dordogne.
Według danych na rok 1990 gminę zamieszkiwały 433 osoby, a gęstość zaludnienia wynosiła 28 osób/km² (wśród 2290 gmin Akwitanii Saint-Chamassy plasuje się na 764. miejscu pod względem liczby ludności, natomiast pod względem powierzchni na miejscu 734.).